# Джонс, Алекс
А́лекс Джо́нс (англ. Alex Jones; полное имя Алекса́ндр Э́мерик Джо́нс, англ. Alexander Emerick Jones; род. 11 февраля 1974, Даллас, штат Техас, США) — американский ведущий радио-шоу «Шоу Алекса Джонса» (англ. Alex Jones Show). Вещает из города Остин, а также в сети Интернет. Алексу принадлежат сайты InfoWars.com, PrisonPlanet.com.
Алекс Джонс — известный конспиролог крайне-правого толка, пропагандирующий многочисленные теории заговоров — от «Лунного заговора» до утверждений, что правительство США организовало теракт в Оклахома-Сити и теракты 11 сентября 2001 года. На страницах издания «Нью Репаблик» (англ. The New Republic) журналист Мишель Голдберг (англ. Michelle Goldberg) пишет, что Алекс являет собою «старый американский консерватизм того вида, что в последний раз расцвёл во времена „Общества Джона Бёрча“ (англ. John Birch Society) — он изоляционист, противник Уолл-стрит». Поклонник российского философа Александра Дугина ().
Сам Джонс видит себя либертарианцем, отрицая принадлежность к правым, также называет себя палеоконсерватором. В промобиографии[прояснить] он назван «агрессивным конституционалистом».
Джонс неоднократно подвергался критике за распространение многочисленных теорий заговора. 6 августа 2018 года компания Apple удалила из своих приложений сотни подкастов Алекса Джонса и его ресурса InfoWars. В заявлении компании сказано, что она не потерпит разжигания ненависти в публикациях на своих сайтах. Facebook также заблокировал у себя страницу InfoWars за использование «языка ненависти» ().

## Биография
Родился Алекс Джонс 11 февраля 1974 года в США, штат Техас, в городе Даллас, и вырос в окраинах городка Рокуолл. Отец его был зубным врачом. В 1993 году окончил среднюю школу Андерсон (англ. Anderson High School), что находится в северо-восточной части Остина. После он некоторое время посещал местный колледж.
Свою карьеру Джонс начал на кабельном телевидении в жанре прямого эфира на передачах, где принимались звонки от зрителей. В 1996 году он переходит на радиостанцию KJFK-FM и начинает вести шоу под названием «Последняя Редакция» (англ. The Final Edition).
В 1998 году увидел свет его дебютный документальный фильм «Америка, уничтоженная по плану» (англ. America Destroyed by Design).

В том же 1998 году Джонс возглавлял попытку возведения мемориала (восстановления здания церкви) в честь погибших (в том числе и офицеров Бюро по контролю за алкоголем, табачными изделиями и огнестрельным оружием (ATF)) в событиях, развернувшихся вокруг возглавляемой Дэвидом Корешом (англ. David Koresh) церкви секты «Ветви Давидовой» неподалёку от Уэйко, штат Техас. Тема проекта часто поднималась в эфире передач Джонса. Он заявлял, что убитые по приказу министра юстиции Джанет Рино (англ. Janet Reno), Кореш и его последователи были мирными людьми (см. Осада Уэйко).
В 1999 году по результатам опроса среди читателей издания «Хроника Остина» (англ. The Austin Chronicle ) Алекс Джонс вместе с Шанноном Бюрке (англ. Shannon Burke) лидировали в номинации «Лучший радиоведущий ток-шоу Остина» (англ. Best Austin Talk Radio Host ). Позднее в том же 1999 году Алекс был уволен из KJFK-FM. По словам управляющего менеджера радиостанции, увольнение Джонса было связано с тем фактом, что его взгляды делали передачу всё менее интересной для рекламодателей, а расширить список тем Алекс отказывался. Сам Алекс говорит: «Это было чисто политическим ходом, и пришло это по команде сверху», а также, что ему «11 недель тому назад сказали перестать освещать тему Клинтона, всех этих политиков, не говорить о восстановлении церкви, прекратить нападки на пехотинцев, всё от А до Я».
В начале 2000 года Джонс был одним из семи кандидатов от Республиканской партии на выборах в техасскую Палату представителей по 48-му округу. Алекс хотел стать «сторожевым псом изнутри». Но ещё до начала предварительных выборов в марте Алекс Джонс снял свою кандидатуру, так как опросы показывали, что у него слишком мало шансов.
15 июля 2000 года Джонс и его ассистент Майк Хансон проникли на закрытую для посторонних территорию Богемской Рощи (принадлежащей частному закрытому мужскому клубу неподалёку от Сан-Франциско) и засняли на видео церемонию, известную под названием «Кремация Гнетущей Заботы» (англ. Cremation of Care). На основании данных записей Алекс выпустил документальный фильм «Тёмные тайны в Богемской Роще» (англ. Dark Secrets Inside Bohemian Grove).
8 июня 2006 года Алекс Джонс направлялся в канадскую Оттаву, где проходило собрание Бильдербергской группы. В аэропорту его задержали представители канадских властей, отобрали паспорт, конфисковали камеру, оборудование и большинство его личных вещей. Позже, без предъявления обвинений, он был отпущен. В отношении причин задержания Алекс сказал: «Официально хочу заявить — это дело рук не одних только канадцев. Я бы справился лучше».
8 сентября 2007 года Алекс Джонс был арестован во время протеста на 6-й Авеню и 48-й Стрит в городе Нью-Йорке по обвинению в использовании мегафона без официального разрешения. Ещё двое из числа протестующих были задержаны за нарушение общественного порядка, что произошло, когда группа Алекса сорвала шоу в прямом эфире, вещание которого велось с улицы. В статье один из соратников Джонса сказал: «это была… партизанская информационная война».

## Состояние
В ходе судебного процесса 2022 года финансовый эксперт Бернард Петингилл оценил общую стоимость бренда и компании Алекса Джонса в 135—270 млн долл. По данным экономиста, в период с 2016 по 2021, благодаря огромному числу подписчиков, Джонс зарабатывал по 50 млн. в год, а в 2021 году перевел на личный счет 62 млн долларов своей компании Free Speech Systems, которая в 2022 году была объявлена банкротом.

## Скандалы
Джонс стал скандально известен благодаря своим конспирологическим теориям и альтернативным трактовкам известных событий. В том числе:
- утверждал, что массовое убийство в начальной школе в Санди-Хук в 2012 году могло быть инсценировано, а многие жертвы, показанные по телевидению, — это актёры. Родители двух детей, убитых во время нападения, подали в суд на Джонса, обвинив его в клевете. В августе 2022 года суд обязал Джонса выплатить родителям одного из них $4,1 млн. в качестве компенсации[19][20].
- неоднократно публично утверждал, что теракт 11 сентября 2001 года в Нью-Йорке был организован правительством США.

## Джонс и Россия
Джонс — частый гость российского телеканала «Царьград ТВ». В частности, он неоднократно появлялся в программах консервативного публициста Александра Дугина. Джонс беседовал с Дугиным и в программах InfoWars. Также он неоднократно благосклонно отзывался о политике Владимира Путина и критиковал расследование о возможных связях администрации Трампа с Кремлем. Джонса неоднократно обвиняли в работе в интересах России, а он высмеивал эти обвинения в роликах InfoWars. В апреле 2022 года отрицал российские военные преступления, обвинив украинскую сторону в инсценировке резни в Буче.

## Масс-медиа
Джонс владеет медиа-активами, которые эксперты оценивают в более чем 100 миллионов долларов.

### Шоу Алекса Джонса
Радиопередача «Шоу Алекса Джонса» (англ. The Alex Jones Show), бессменным ведущим которого является Джонс, транслируется на территории США более чем на 60-ти станциях в СВ, КВ и УКВ диапазонах. Программа выходит по рабочим дням с 11:00 до 15:00 часов по СSТ и по воскресеньям — с 16:00 до 18:00 часов по СSТ. Помимо радио, все эфиры доступны посредством сайта PrisonPlanet.com.
В качестве гостей в радиопередаче выступали конгрессмен Рон Поул, исполнитель кантри Вилли Нельсон (англ. Willie Nelson), экс-губернатор штата Миннесота Джесси Вентура (англ. Jesse Ventura), автор и оратор Джордан Максвел (англ. Jordan Maxwell), актёр Чарли Шин (англ. Charlie Sheen), рэп-музыкант KRS-One, музыкант Шутер Дженнингс (англ. Shooter Jennings), фронтмен группы Muse Мэттью Беллами, британский политик Кристофер Монктон (англ. Christopher Monckton), тренд-аналитик Джеральд Селентэ (англ. Gerald Celente), член группы Megadeth Дэйв Мастейн, антивоенная активистка Синди Шихан (англ. Cindy Sheehan), преподобный Тэд Пайк (англ. Ted Pike), преподобный Линдсей Уиллиамс (англ. Lindsey Williams), и другие.

### Веб-сайты
У Алекса Джонса есть веб-сайты — infoWars.com и PrisonPlanet.com. Помимо освещения основных мировых событий, Джонс уделяет большое внимание темам нарушения гражданских свобод, т.н «мировому правительству» и другим темам, которые, по его мнению, каким-то образом «замалчиваются» правительством США.

### Twitter
Для распространения своих теорий активно использует Twitter. В своих сообщениях поддерживает политику президента Трампа и выступает против либералов, мусульман и иммигрантов, в том числе:
- В июле 2018 года утверждал, что в День Независимости демократы планируют начать гражданскую войну в США.
- утверждал, что «трансгендерализм» это спецоперация ЦРУ, направленная на снижение численности населения Земли.
- В 2013 году утверждал, что Барак Обама является мировым лидером Аль-Каиды и обвинял его в поставках оружия Исламскому государству.

Несмотря на многочисленные протесты, Twitter, в отличие от Youtube и Facebook отказался закрыть учётную запись Джонса.

### Удаление с интернет-платформ
6 августа 2018 года компания Apple удалила из своих приложений сотни подкастов Алекса Джонса и его ресурса InfoWars. В заявлении компании сказано, что она не потерпит разжигания ненависти в публикациях на своих сайтах. Facebook также заблокировал у себя страницу InfoWars за использование «языка ненависти». Некоторые другие ресурсы также предприняли меры для ограничения доступа к материалам InfoWars. Так, в июле YouTube удалил четыре видео с канала Алекса Джонса, насчитывающего более 2,4 млн подписчиков. В этих видео Джонс критически отзывался о мусульманских иммигрантах в Европе. В марте 2020 года Google удалила из Google Play приложение InfoWars, поскольку оно использовалось для распространения ложной и способной причинить общественный вред информации о коронавирусной инфекции.

## Судебные тяжбы

### Сэнди-Хук
6 августа 2022 года суд в США обязал Джонса выплатить $49,3 млн. штрафных санкций за  распространение вымыслов о трагедии в Сэнди-Хук. Днем ранее судом была назначена выплата ущерба в размере $4,1 млн. В ноябре 2022 года суд назначил Джонсу и его компании Free Speech Systems дополнительный штраф в пользу истцов по делу об отрицании расстрела школьников в средней школе «Сэнди Хук».
12 октября 2022 суд обязал Джонса выплатить $965 млн. возмещения ущерба девяти другим семьям пострадавшим. Кроме того, агент ФБР, расследовавший убийство в Сэнди-Хук, требует возмещения ущерба репутации на сумму $550 млн.

## Фильмография
Алекс Джонс создал целую серию документальных фильмов на тему Нового мирового порядка в качестве режиссёра. В некоторых лентах он выступает как продюсер, и, иногда, как актёр. Он затрагивает такие темы, как разрушение национальной независимости США, нарушения гражданских прав американцев, неправомочное использование государственной власти, жульничество корпораций и воротил с Уолл-стрит, сговор международной финансовой элиты.
- «America: Destroyed by Design» (1998).
- «Police State 2000» (2000).
- «America Wake Up or Waco» (2000).
- «The Best of Alex Jones» (2000).
- «Dark Secrets Inside Bohemian Grove» (2000).
- «Police State II: The Takeover» (2000).
- «911: The Road to Tyranny» (2002).
- «The Masters of Terror: Exposed» (2002).
- «Matrix of Evil» (2003).
- «Police State 3: Total Enslavement» (2003).
- «American Dictators: Documenting the Staged Election of 2004» (2004) (Исполнительный продюсер).
- «Martial Law 9-11: Rise of the Police State» (2005).
- «The Order of Death» (2005).
- «TerrorStorm: A History of Government-Sponsored Terrorism» (2006).
- «Эндшпиль: план глобального порабощения» (англ. Endgame: Blueprint for Global Enslavement) (2007).
- «Endgame 1.5» (2007).
- «TerrorStorm: A History of Government-Sponsored Terrorism - Second Edition» (2007).
- «Разменная монета» (англ. Loose Change: Final Cut by Dylan Avery) (2007) (Исполнительный продюсер).
- «The 9/11 Chronicles: Part 1, Truth Rising» (2008).
- «Fabled Enemies by Jason Bermas» (2008) (Продюсер).
- «DVD Arsenal: The Alex Jones Show Vols. 1—3» (2009).
- «The Obama Deception: The Mask Comes Off» (2009).
- «Fall of the Republic: Vol. 1, The Presidency of Barack H. Obama» (2009).
- «Reflections and Warnings: An Interview with Aaron Russo» (2009).
- «Police State IV: The Rise Of FEMA» (2010).
- «Invisible Empire: A New World Order Defined by Jason Bermas» (2010).

Документальные фильмы, в которых участвует Алекс Джонс:
- «Aftermath: Unanswered Questions from 9/11», режиссёр Стефен Маршал (англ. Stephen Marshall) (2003).
- «New World Order», режиссёры Люк Мейер (англ. Luke Meyer) и Эндрю Нил (англ. Andrew Neel) (2009).

Алекс Джонс сыграл эпизодические роли в двух фильмах американского режиссёра Ричарда Линклейтера (англ. Richard Linklater ):
- «Пробуждение жизни» (англ. Waking Life) (2001).
- «Помутнение» (англ. A Scanner Darkly) (2006)

Также, Алекс Джонс является автором книги:
- «9-11: Descent Into Tyranny», издательство «Progressive Press» ISBN 1-57558-113-2 (2002)

### Комментарии
1. ↑  Владелец канала — российский миллиардер Константин Малофеев.
2. ↑  На лето 2018 года число подписчиков Джонса в Твиттере составляло более 800 тыс. человек